# 长葛市
长葛市是中国河南省许昌市下辖的一个县级市。长葛市位于河南省中部，辖境南与建安区接壤，西与禹州市毗邻，北与新郑市、尉氏县交界，东与鄢陵县相连。面积650平方公里，总人口約71万人。市人民政府驻葛天大道。

## 历史
相传这里是上古时葛天氏的故地，后人便命名为长葛。
- 春秋时属郑国，郑庄公“掘地见母”就在此处。
- 秦置长社县。
- 南北朝时改设颍川县
- 隋代再改为长葛县
- 唐又称长社
- 宋朝初，属京西路许州。熙宁五年（1072年），属京西北路许州。元丰三年（1080年），升许州为颍昌府，长葛属颍昌府。
- 元朝，属汴梁路许州。
- 明朝，属开封府许州。
- 清朝，属河南省开归陈许郑道许州直隶州。
- 中华民国二年（1913年），废府存道，长葛属开归陈许郑道，3月1日，开归陈许郑道改称豫东道，翌年改称开封道。民国十六年（1927年）废道，长葛属中区第二行政区。民国21年（1932年），河南设行政督察区，长葛属河南第一行政督察区。
- 中华人民共和国建立后，长葛属许昌专区。1969年改专区为地区，长葛属许昌地区。1986年2月，许昌地区撤消，许昌市升为省辖市，长葛属之。1993年12月14日撤县设市。

## 地理

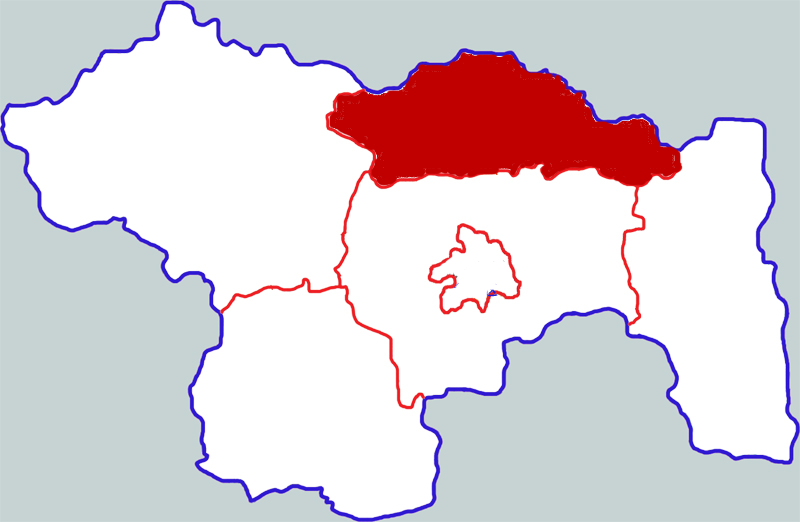
长葛（红色区域）在许昌的位置

### 区域位置
长葛位于河南省中部，许昌市北部。北纬34°09′~34°20′，东纬113°34′~114°08′。
北靠新郑市，间距24公里；西连禹州市，间距28公里；东北接尉氏县，间距63公里；东南邻鄢陵县，间距44公里。市区北距郑州62公里。
市境南北21.4公里，东西51.9公里。

### 地形
地处豫西丘陵向豫东平原的过渡地带，虽邻近黄河，但属于淮河流域。
西北高，东南低，呈缓倾斜状。地形大体分为浅山区、岗丘区和平原区三部分：
1. 浅山区：市西北部，是伏牛山系嵩山余脉，总面积16.2平方公里，占全市面积的2.5%，包括后河镇的西樊楼、芝芳、陉山、山孔、榆林、洼李、山头高、娄庄8个村；
2. 岗丘区：分布于和尚桥镇，长社路街道，石固镇，官亭乡和大周镇。总面积66平方公里，占总面积的10.2%；
3. 平原区：除浅山区和岗丘区外的皆为平原区，总面积566.4平方公里，占市面积的87.3%。京广铁路以西，为山前洪积平原地貌，是由山前洪积冲积扇和坡积裙汇合而成的冲积平原；京广铁路以东为冲积平原地貌，是由双洎河和黄河泛滥冲积而成的冲积平原。

### 土地使用
全市土地总面积为650平方公里，其中市区占25平方公里：
1. 农用地：49501.7公顷，占总面积的77.9%，其中耕地45024公顷，园地505.3公顷，林地770.2公顷，其它农用地3202.1公顷；
2. 建设用地：12460.3公顷，占总面积的19.6%，其中居民及工矿用地11667.9公顷，交通用地581.4公顷，水利设施用地211公顷；
3. 未利用地：1615.6公顷，占总面积2.5%。

### 气候
全市年平均气温14℃。
年平均降雨量675毫米，一般6-9月份降水量占全年降水量的60%-80%。
市水资源总量为42991.63万平方米，可利用水资源量为21991.53万立方米，人均水资源占有量209立方米。

## 行政区划
长葛市下辖4个街道办事处、12个镇：
建设路街道、长兴路街道、长社路街道、金桥路街道、和尚桥镇、坡胡镇、后河镇、石固镇、老城镇、南席镇、大周镇、董村镇、石象镇、古桥镇、增福镇和佛耳湖镇。
目前，长葛市政府驻地为和尚桥镇建设路街道八七路中段，市政府正计划将政府驻地迁至行政新区，新区位于和尚桥镇以坡杨村为中心的区域，在现驻地东南方。与南邻的许昌市新成立的许昌新区衔接，共同打造地区新的增长极，包括中原电气谷等多个项目。

## 人口
根据全国第七次人口普查数据显示，截至2020年11月1日零时，长葛市常住人口710033人。
2008年，市总人口70.61万人，男性36.70万人，占总人口51.9%，女性33.91万人，占总人口48.1%。人口自然增长率4.39‰，人口密度为每平方公里有1034人。市区人口约16.4万人。
汉族占绝大多数，除汉族外，2008年有回、维吾尔等少数民族24个，共9469人。有伊斯兰教、基督教、天主教、佛教和道教等活动场所64处，信教群众近20000人。

## 交通
京广铁路、郑渝高速铁路、 京港澳高速、 107国道纵贯南北，彭（店）一花（石）公路横穿东西。
境内市乡公路四通八达，村村通油路。

## 经济
长葛市为较具实力的县（市）之一，2009年GDP总量为2,207,533万元（折合323,164万美元），位居河南各县（市）第十五位；人均GDP为32,768元（合4,797美元），列第二十位。2017年GDP总量为600亿元。

### 农业
全市耕地面积68万亩，粮食种植面积在55万亩左右，粮食总产过52万吨。农业主产小麦、玉米、生猪、泡桐、烟草、蔬菜等，特产葛根、樱桃、长葛绒和各种蜂类产品。长葛蜂胶是中国地理标志产品。

### 副业
农业产业化已形成了四大产业链：
1. 肉食品加工产业，拥有各类加工企业30多家，年产值42亿元，年加工生猪达250万头，成为全国生猪调出大县；
2. 粮食加工产业，拥有各类加工企业20多家，年加工原粮达30万吨；
3. 蜂产品加工产业链，拥有各类企业40家，年产量达1.1万吨，蜂蜡出口量和拥有量居全国第一，是长江以北最大的蜂产品集散地和全国三大蜂品加工基地之一；
4. 板材加工产业，拥有各类企业55家，年产各类板材1600万标准张，是全国三大人造板基地之一[5]。

### 工业
境内石英砂和磁铁矿的储量较大。
工业经济初步形成了金刚石制造及制品(生产规模亚洲第一、世界三强)、机械装备制造(三轮汽车年产销量居全国第三)、电瓷电器(高低压电瓷电器业技术水平居全国同行业领先位置)、建筑卫生陶瓷(年产4000万件，为中国中部卫浴产业基地)、有色金属加工(长江以北规模最大)、农副产品加工、纺织服装和人造板材加工八大产业群。
规划面积14平方公里的市产业集聚区为省级产业集聚区，规划面积11.6平方公里的大周再生金属循环经济产业园被列为国家循环经济试点单位和省级专业园区。但由于金属产业大多以民营企业为主，未能形成合理监管，与之而来的环境问题日益突出。
全市工业企业达2000多家，其中限额以上企业331家，拥有黄河旋风、众品食业、森源电气三家上市公司。

### 商业
各类专业市场总数62个，市钢材交易市场、九鼎美达物流园、金桥农机商贸市场、石固闲置设备调剂市场、大周有色金属市场等在省内外有较高声誉。

## 教育
长葛现有四所普通高中：分别为长葛一高（许昌市重点高中、河南省示范性高中）、长葛二高（河南省示范性高中）、长葛三高和长葛市实验中学（民办中学，设有初中部和高中部）。

## 文化
位于长葛石固镇的石固遗址是新石器时代的古遗址，2006年被认定为“全国第六批重点文物保护单位”。石固遗址是继新郑裴李岗遗址之后，发现的又一具有重要学术价值的裴李岗文化遗址。遗址包含裴李岗文化和仰韶文化两个时期的古文化遗址，距今约4500－7400年。
2013年5月，“十二连城”古遗址与“禅静寺造像碑”石刻被列入第七批全国重点文物保护单位。目前长葛共有各级文物保护单位77处，其中3处国家级，5处省级，13处许昌地市级，56处长葛市级。

## 媒体
长葛市广播电视台开办有1套广播节目、4套电视节目（新闻综合频道、影视剧频道、有线电视频道、互动频道），分别设立了《长葛新闻》、《葛天视点》两档新闻栏目，以及《社会关注》、《百姓生活》、《田园采风》、《909关注》和《生活天地》五档专题栏目。

## 医院
长葛市人民医院和长葛市中医院都是二级甲等医院。其他还有长葛市妇幼保健院、长葛市新华医院、长葛市公费医疗医院、华健医院、长葛市鸿基医院。

## 文体设施
- 长葛市体育场，长葛市颖川大道西段188号
- 立体声影院，长葛市新华路512号
- 长葛奥斯卡国际影城，位于长葛市长社路与文化路交叉路口
- 长葛横店电影城，位于长葛市钟繇大道与秦公路交汇处(保盛生活广场5楼)

## 名人
长葛三国之前名人较多，东汉末年的名士钟繇、钟会、徐庶和《诗品》的作者钟嵘、梁上君子典故的陈寔等人都出生于此。
- 范守己，名守己，字介儒，今古桥乡固贤村人。明神宗年间名人，官至兵部侍郎，晚年升任太仆卿，总理钦天监。他发现了观测打春时辰的方法，推算了打春时辰的变化规律，为华夏历法做出贡献。著有《御龙子集》、《参两通极》、《天官举正》等书，流传于世。
- 黄杰（1430年-1496年），字士英，今古桥乡黄岗村人。1494年升户部左待郎，督理太仓粮储。
- 张蔚蓝，字霁村，今老城镇岗张村人。1903年中举，清朝度支部主事。
- 杨佩璋（1850-1920），字筱村，今后河镇后河村人。内阁学士兼礼部侍郎衔，1903年署督察院副都御史。[9]
- 陈星灿，考古学家，中国社会科学院考古研究所所长、研究员，中国社会科学院学部委员。